# 풍산 심씨 문정공파 묘역
풍산 심씨 문정공파 묘역(豊山沈氏文靖公派墓域)은 풍산 심씨 가문의 무덤 60여기가 있는 곳이다. 1991년 12월 24일 서울특별시의 유형문화재 제77호로 지정되었다. 2014년 10월 23일 문화재 지정내용 중 일부 변경되었다.

## 개요
풍산 심씨 문정공파 묘역은 조선 중기의 문신 심정(沈貞)의 묘를 비롯하여, 그의 아들 심사손(沈思遜), 심사순(沈思順), 손자 심수경(沈守慶) 등 풍산심씨 가문의 묘 60여기가 함께 조성되어 있는 곳이다.
심정의 자는 정지(貞之), 호는 소요정(逍遙亭)이며, 아버지는 적개공신(敵愾功臣)이었던 심응(沈膺)이다. 연산군 1년(1495) 생원시에 합격하고, 1502년 별시문과에 을과로 급제, 이듬해 수찬이 되었다. 1506년 중종반정에 가담, 정국공신(靖國功臣) 3등에 녹훈되고 화천군(花川君)에 책봉되었다. 이듬해 지중추부사로서 사은사(謝恩使)에 임명되어 명나라에 다녀왔으며, 중종 4년(1509) 성천부사 등의 외직을 거쳐, 1515년 이조판서까지 승진하였으나 삼사(三司)의 탄핵으로 물러났다.
다시 1518년에 형조판서의 물망에 올랐으나 조광조(趙光祖) 등 사림의 반대로 임명되지 못하였다. 1519년 조광조 등이 위훈삭제(僞勳削除)를 요구, 반정공신들로부터 심한 반발을 받게 되자 경빈(敬嬪) 박씨를 통하여 조씨전국(趙氏專國)의 말을 궁중에 퍼뜨리고 남곤(南袞)․홍경주(洪景舟) 등과 모의, 왕을 움직여 기묘사화(己卯士禍)를 일으켜 결국 정권을 장악하였다.
그러나 경빈 박씨의 동궁저주사건을 처리하는 과정에서 그와의 관련 사실이 드러나게 되어, 강서로 귀양갔다가 이항(李沆)․김극핍(金克愊)과 함께 신묘삼간(辛卯三奸)으로 지목되어 죽음을 당하였다. 그는 형제간에 우의가 지극하여 곤경에 처한 동생 심의(沈義)를 끝까지 보살펴주었다고 하며, 교묘한 꾀를 잘 내어 지혜주머니[智囊]로 불렸다고 한다.
심정의 아들 심사손은 자가 양경(讓卿)이며, 중종 8년(1513) 사마시에 합격하고, 1517년 별시문과에 병과로 급제한 뒤, 승문원을 거쳐 예문관에 들어가 사관(史官)으로 오래 근무하였다. 1523년 비변사 낭관으로 서북면의 야인정벌에 공을 세우고, 예조좌랑․사간원정언을 거쳐 병조정랑이 되어서는 군무에 숙달함을 인정받아 중요한 일은 도맡아 처리하였다. 홍문관에 들어가 수찬․응교를 지내고, 1525년 경상우도어사로 나갔다가 다시 돌아와 전한(典翰)․직제학을 역임하였다. 1528년 36세의 나이에 서북 변경의 야인들의 준동이 다시 심해지자 만포진첨절제사가 되어 변방 방어에 정력을 쏟다가, 야인의 기습을 받고 살해되었다.
심수경의 자는 희안(希安), 호는 청천당(聽天堂)이며 아버지는 심사손이다. 명종 1년(1546) 식년문과에 장원으로 급제, 1552년 검상(檢詳)을 거쳐 직제학을 지냈다. 1562년 중종의 능을 옮길 때 경기관찰사로서 큰 상여가 한강을 건너는 선창(船艙)을 설치하지 않아 파직되었다. 뒤에 대사헌과 8도관찰사를 역임하였으며, 청백리(淸白吏)에 녹선(錄選)되었다. 선조 23년(1590) 우의정에 오르고 기로소(耆老所)에 들어갔다. 1592년 임진왜란이 일어나자 삼도체찰사가 되어 의병을 모집하였으며, 이듬해 영중추부사가 되었다가 1598년 벼슬에서 물러났다. 문장과 서예에도 능하였으며, 저서로는 ≪청천당시집(聽天堂詩集)≫․≪청천당유한록(聽天堂遺閑錄)≫이 있다.
묘역에서 문화재로 지정된 것은 심정의 묘 1기, 심사순의 묘 1기, 심사손과 부인의 묘 2기, 심수경과 부인의 묘 2기와 묘비 5기, 상석 4기, 문무인석 4기, 신도비 1기 등이다. 조선 중기의 묘제 연구와 석조미술의 연구에 기여할 수 있는 대표적인 예로 크게 주목되고 있다.

## 같이 보기
- 풍산 심씨

## 참고자료
- 풍산 심씨 문정공파 묘역 - 국가유산청 국가유산포털

 본 문서에는 서울특별시에서 지식공유 프로젝트를 통해 퍼블릭 도메인으로 공개한 저작물을 기초로 작성된 내용이 포함되어 있습니다.